# Doebitsch
Doebitsch ist ein Gemeindeteil der Stadt Bad Berneck im Fichtelgebirge im Landkreis Bayreuth (Oberfranken, Bayern). Doebitsch liegt in der Gemarkung Nenntmannsreuth.

## Geografie
Die Einöde liegt am Zittentalbach, einem linken Zufluss der Kronach. Eine Gemeindeverbindungsstraße führt nach Neudorf zur Staatsstraße 2460 (1,4 km östlich) bzw. nach Falkenhaus (0,4 km westlich). Eine weitere Gemeindeverbindungsstraße führt nach Schrot (0,9 km südlich).

## Geschichte
Gegen Ende des 18. Jahrhunderts bestand Doebitsch aus einem Anwesen. Die Hochgerichtsbarkeit stand dem bayreuthischen Stadtvogteiamt Bayreuth zu. Das Hofkastenamt Bayreuth war Grundherr des Anwesens.
Von 1797 bis 1810 unterstand der Ort dem Justiz- und Kammeramt Bayreuth. Mit dem Gemeindeedikt wurde Doebitsch dem 1812 gebildeten Steuerdistrikt Benk und der zugleich gebildeten Ruralgemeinde Benk zugewiesen. Am 1. Juli 1976 wurde Doebitsch nach Bad Berneck im Fichtelgebirge eingemeindet.

### Einwohnerentwicklung
| Jahr      | 001819 | 001822 | 001861 | 001871 | 001885 | 001900 | 001925 | 001950 | 001961 | 001970 | 001987 |
| Einwohner | *      | 3      | 5      | 20     | 11     | 7      | 11     | 7      | 7      | 7      | 5      |
| Häuser    |        | 1      |        |        | 2      | 2      | 2      | 1      | 1      |        | 1      |
| Quelle    | [ 8 ]  | [ 5 ]  | [ 9 ]  | [ 10 ] | [ 11 ] | [ 12 ] | [ 13 ] | [ 14 ] | [ 15 ] | [ 16 ] | [ 1 ]  |

## Religion
Doebitsch ist evangelisch-lutherisch geprägt und nach St. Walburga (Benk) gepfarrt.